# Sultan Cheikhmus
 (septembre 2024).
Sultan Cheikhmouss (kurde: Siltan Şêxmûs) ou de son nom complet Mûsâ bin Mahîn El-Mardini ez-Zûlî, né en 1077 à Mardin et mort en 1164 à Mardin, est un érudit islamique et un disciple d’Abd al Qadir al-Jilani.
Son tombeau se trouve dans le village de Yüce, situé sur la route reliant Mardin à Diyarbakır.